# Maryam Namazie

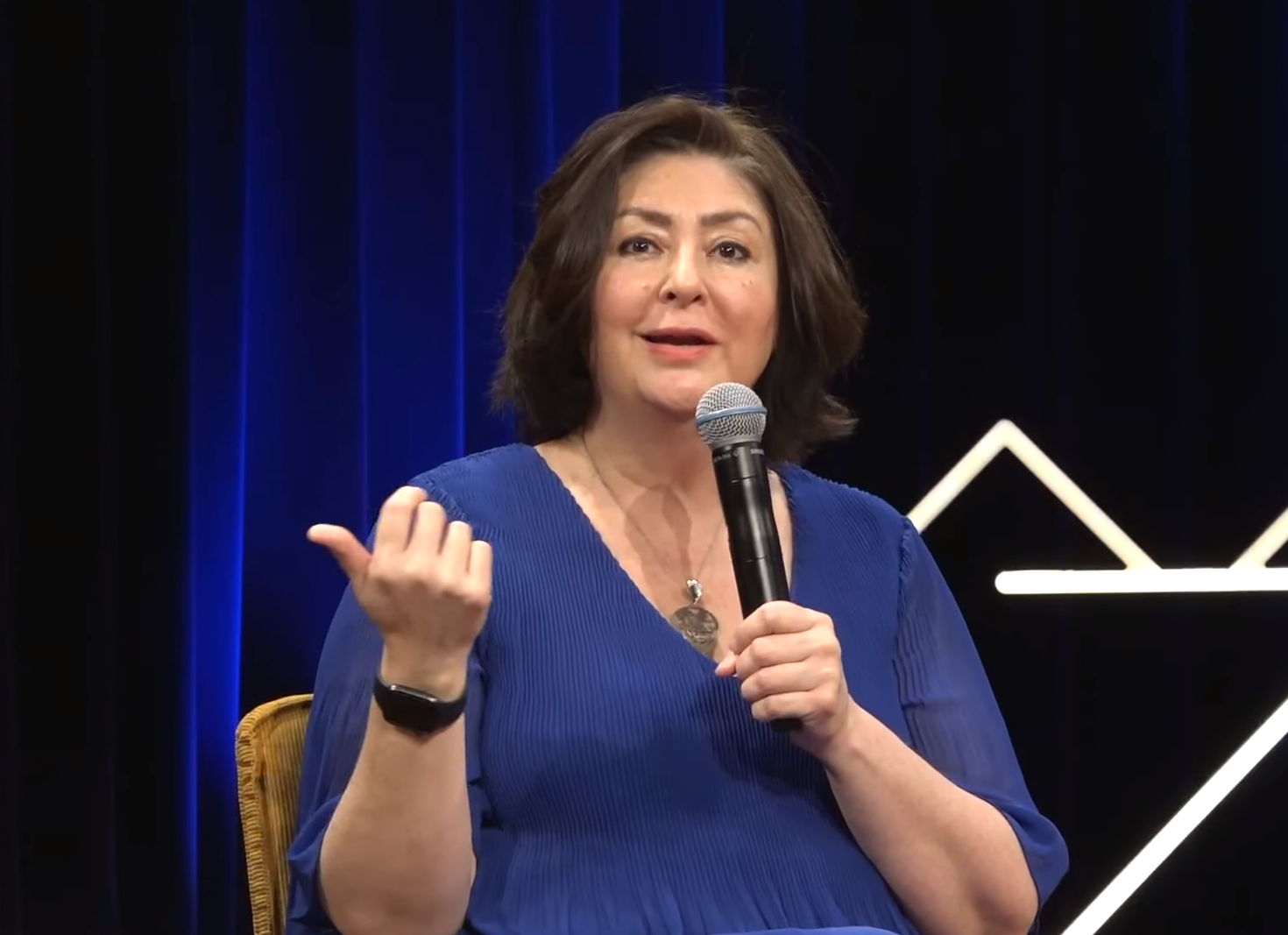
Maryam Namazie (2021)

Maryam Namazie (* 1966 in Teheran, Iran) ist eine Bürgerrechtlerin. Sie engagiert sich gegen das islamistische Diktatorialregime im Iran und gegen Islamismus weltweit, unter anderem als Sprecherin des Council of Ex-Muslims of Britain, der britischen Variante des Zentralrats der Ex-Muslime.

## Leben
Namazie stammt aus dem Iran, musste das Land aber 1980 wegen der Islamischen Revolution verlassen. Sie ist Gründerin des Vereins Iran Solidarity und gewähltes Vorstandsmitglied im Verein Arbeiterkommunistische Partei Irans. Die Frauenrechtlerin ist Sprecherin von Equal Rights Now – Organisation against Women’s Discrimination in Iran und des International Committee against Stoning.
Im Zuge der Debatte um Mohammedkarikaturen und Pressefreiheit verstärkte sie ihr Engagement gegen den politischen Islam. Von der britischen National Secular Society wurde sie 2005 zum Secularist of the Year gewählt. 2006 unterzeichnete sie als Reaktion auf die Kontroverse um die Mohammed-Karikaturen das Manifest der 12 mit, welches in der französischen Satirezeitschrift Charlie Hebdo veröffentlicht wurde.
Namazie betont die Bedeutung des One Law For All, der auf das Individuum bezogenen Rechtseinheitlichkeit, und warnt vor einem religiös begründeten Sonderrecht, das Atheisten oder Frauen etwa im Familienrecht benachteiligt.

## Ehrungen
- 2007: Eine der Top 45 Women of the Year, gewählt von Elle magazine Quebec[3]
- 2016: International Secularism Prize (verliehen am 2. November vom Comité Laïcité République in Paris)[4]
- 2020: IBKA-Preis „Sapio“ (verliehen am 10. September 2022 in Köln)[5]

## Publikationen
- Mit Nuala Mahmoud, Atoosa Khatiri: Political and legal status of apostates in Islam. Council of Ex-Muslims of Britain CEMB, London 2013, ISBN 0-9926038-0-3 (80 S.).
- Mit 7 weiteren Verf.: The struggle for secularism in Europe and North America: Women from migrant descent facing the rise of fundamentalism. Dossier 30/31. Verlag Women living under muslim laws WLUML, London 2011, ISBN 1-907024-22-0.
- Mit Yassi Atasheen, Anna Waters: Sharia law in Britain. A threat to one law for all and equal rights. One law for all, London 2010, ISBN 0-9566054-0-0
- Minderheiten sind keine homogenen Gemeinschaften. Interview mit Julia Hoffmann, in jungle world, 50, 15. Dezember 2016, S. 17 (Print: mit Foto Namazies) (Text ohne Foto online verfügbar, siehe unten Weblinks)
- Nachwort The politics of betrayal, zu John Miller: Siding with the oppressor. The pro-Islamist left. One law for all, London 2015, S. 57ff. online
- mit Adam Barnett: Enemies, not allies: the far-right. One law for all, London 2011, ISBN 978-0-9566054-3-6 online